# San Joaquín (gemeente)
San Joaquín is een gemeente (municipio) in de Boliviaanse provincie Mamoré in het departement Beni. De gemeente telt naar schatting 7.802 inwoners (2018). De hoofdplaats is San Joaquín.